# أحمد رشوان
أحمد رشوان (23 أكتوبر 1969 -)، مخرج سينمائي وكاتب سيناريو ومنتج مصري. أخرج عددا كبيرا من الأفلام الوثائقية والروائية القصيرة. له فيلم طويل واحد يحمل اسم بصرة (2008)، ويعتبر رشوان من مؤسسي حركة السينما المستقلة في مصر، وأحد الذين يحاولون تثبيت دعائم هذه الحركة عن طريق أفلامه وكتاباته.

## نشأته
ولد في مدينة الإسكندرية لأسرة مصرية، بدأ ولعه بالسينما منذ الصغر حيث ألتحق بعدد من أندية السينما بالإسكندرية أثناء دراسته الثانوية وفي عام (1987) ألتحق بكلية الحقوق بجامعة الإسكندرية، وواصل نشاطه بأندية السينما، وأصدر مجلة صغيرة بالتعاون مع بعض أصدقائه تحمل اسم (سينما الفراعنة). بعد تخرجه من كلية الحقوق عام (1990)، انتقل رشوان إلى القاهرة، والتحق بالمعهد العالي للسينما – قسم الإخراج وتخرج منه عام (1994) وكان مشروع تخرجه فيلم قصير يحمل اسم زمزم (1994).

## أعماله

### الأفلام القصيرة
1. عيد ميلاد حبيبة (1993)
2. أحلام فرح (1994)
3. زمزم (1994)
4. مفترق الطرق (1995)
5. الصباح التالي (2002)

### الأفلام الوثائقية
1. جزيرة الاقباط 23 May 2014
2. مولود في 25 يناير May 27, 2011
3. المسافرخانة (1993)
4. جوه البشر (1998)
5. يوم مثل كل الأيام (2000)
6. دخلت مرة الجنينة (2000)
7. قانون الصدفة (2003)
8. بيروت أول مرة (2004)
9. نساء وجذور (2004)
10. المحطة (2004)
11. جوايكيل ،عرب السلطة والثروة (2004)
12. أبدا لم نفارقه (2005)
13. سعيد الكفراوي (2005)
14. حسن فتحي، آن للبناء أن يكتمل (2005)
15. السويس الذاكرة المنسية (2005)
16. اللجوء إلى الغيوم (2006)
17. عبادي وماريا وكوهين (2006)
18. كابتن غزالي، ابن الأرض (2006)
19. بلا عودة، اغتيال يوسف السباعي (2006)
20. الشيخ والأمير، اغتيال الشيخ الذهبي (2006)
21. أسمع بقلبك، الشيخ ياسين التهامي (2007)

### الأفلام الروائية الطويلة
- فورما (فيلم ) تحت التحضير 2015 - 2016
- بصرة (2008) [5]

## بصرة(2008)
تأليف وإخراج أحمد رشوان - العرض العالمي الأول: 20 أكتوبر 2008 فالينسيا - أسبانيا

## جوائز فيلمبصرة
- جائزة التصوير (فيكتور كريدي) من مهرجان فالينسيا السينمائي 2008
- جائزة السيناريو مناصفة مع فيلم (عيد ميلاد ليلى) للمخرج الفلسطيني رشيد مشهراوي - المسابقة العربية بمهرجان القاهرة السينمائي الدولي 2008،
- جائزة أفضل إخراج عمل أول من المهرجان القومي للسينما 2009،
- جائزة الإنتاج الثالثة من المهرجان القومي للسينما 2009،
- جائزة أفضل ممثل باسم سمرة - مهرجان روتردام للفيلم العربي -2009
- جائزة لجنة التحكيم لأفضل فيلم طويل - مهرجان بروكسل للفيلم العربي - 2009
- تنويه خاص بأداء الممثلة الشابة فاطمة عادل - مهرجان روتردام للفيلم العربي -2009

## وصلات خارجية
- أحمد رشوان على موقع أرشيف الشارخ.
- الموقع الرسمي للمخرج أحمد رشوان
- أحمد رشوان على موقع IMDb (الإنجليزية)
- أحمد رشوان على موقع الدهليز
- أحمد رشوان على موقع قاعدة بيانات الأفلام العربية